# Greenville (Pensilvania)
Greenville es un borough situado en el condado de Mercer, Pensilvania, Estados Unidos. Tiene una población estimada, a mediados de 2023, de 5484 habitantes.

## Geografía
La localidad está ubicada en las coordenadas 41°24′18″N 80°23′02″O / 41.40500, -80.38389 (41.405074, -80.383809).

## Demografía
Según la estimación 2018-2022 de la Oficina del Censo, los ingresos medios de los hogares de la localidad son de $54,237 y los ingresos medios de las familias son de $69,364. Los ingresos per cápita en los últimos doce meses, medidos en dólares de 2022, son de $23,510. Alrededor del 13.6% de la población está por debajo de la línea de pobreza.